# Mergulhão-de-crista
O mergulhão-de-crista ou mergulhão-de-poupa (Podiceps cristatus) é um dos mais conhecidos membros da família Podicipedidae, aves das regiões húmidas européias muito frequentes nas lagunas e maristas da Península Ibérica.

## Subespécies
São reconhecidas 3 subespécies:
- P. c. cristatus (Linnaeus, 1758) – Eurásia
- P. c. infuscatus Salvadori, 1884 – África
- P. c. australis Gould, 1844 – Australia, Tasmânia, Nova Zelândia

## Galeria

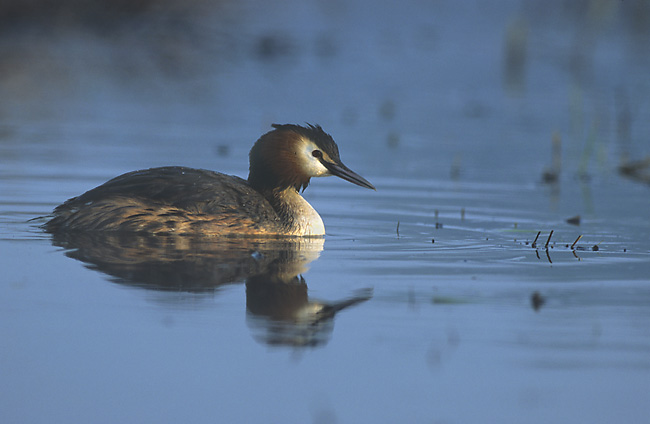
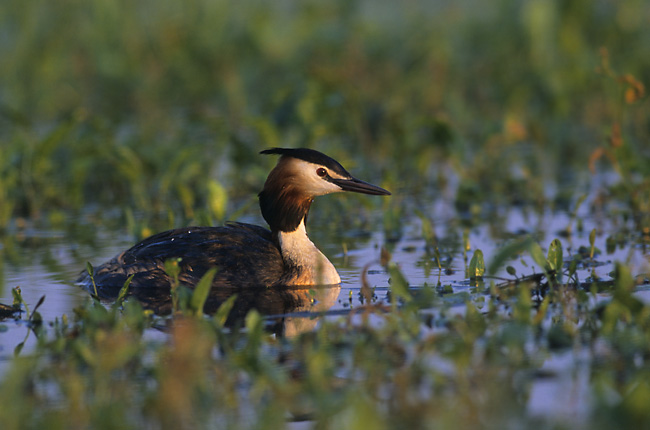
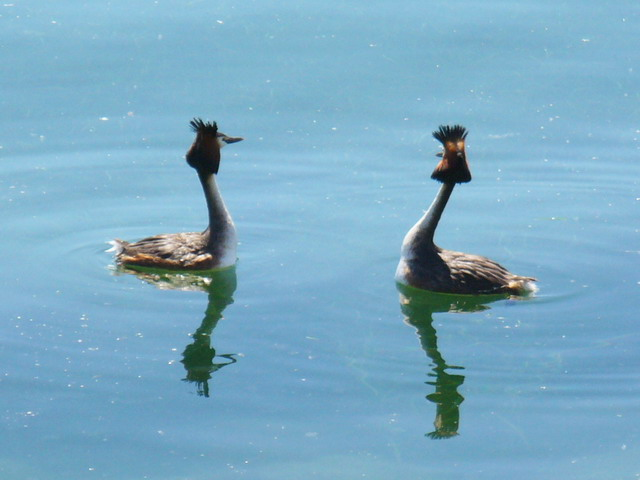
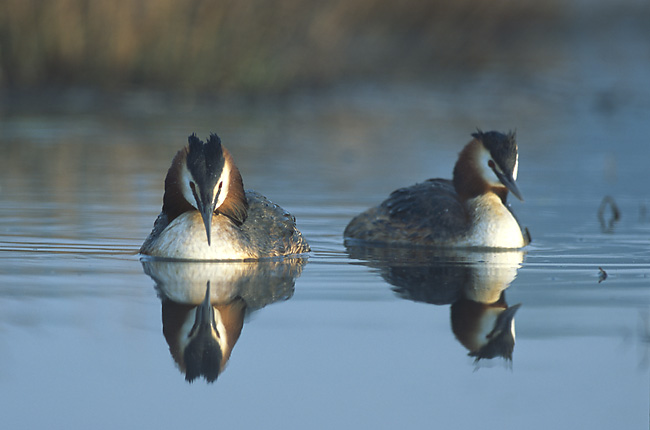
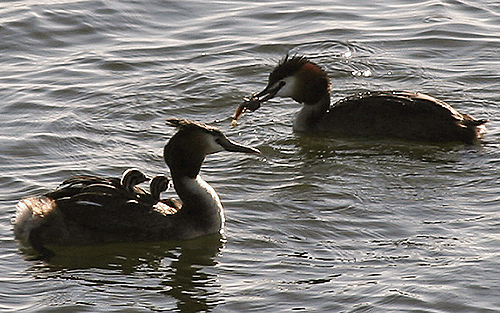
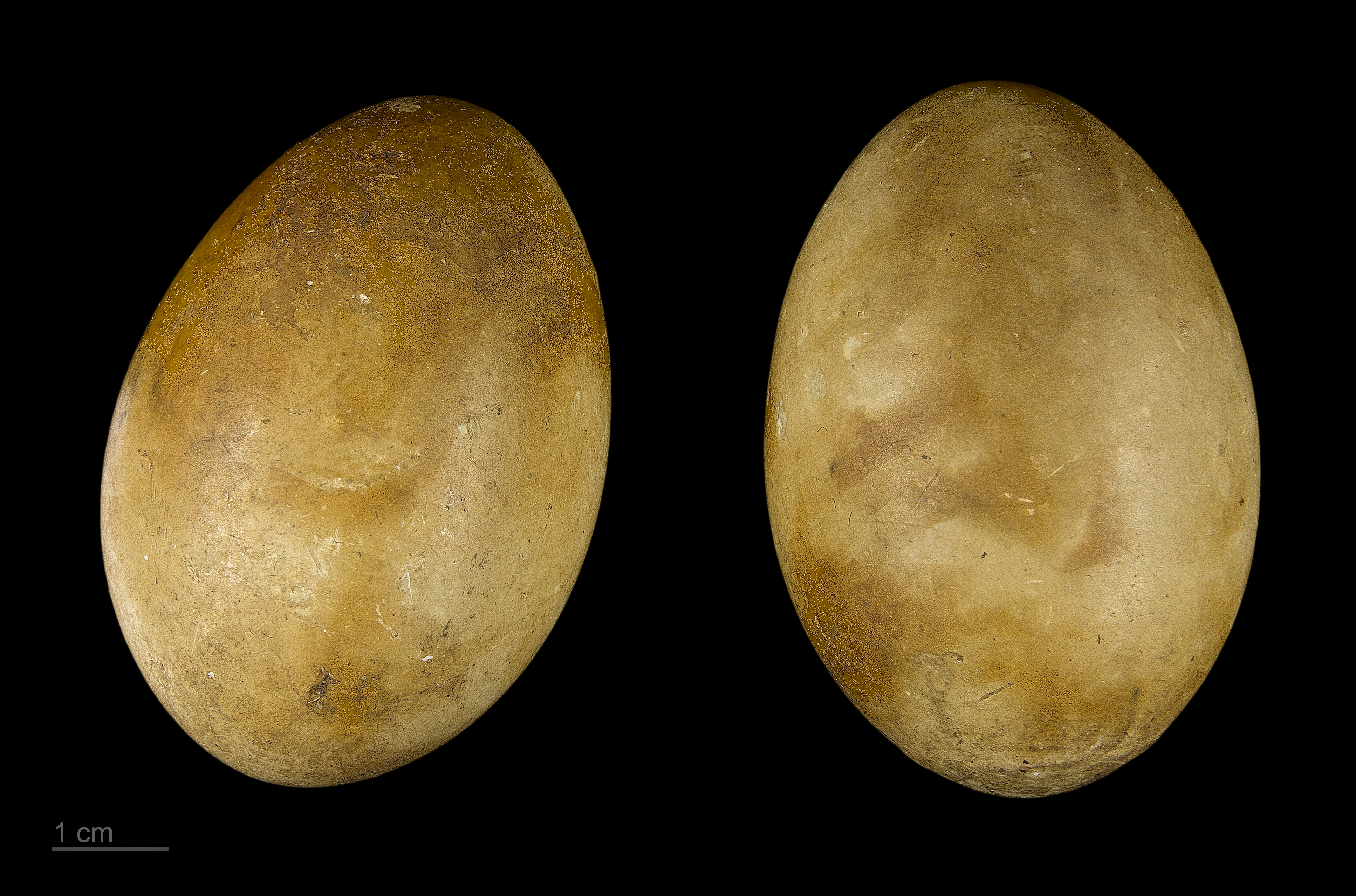
Podiceps cristatus
- Podiceps cristatus - MHNT